# Sahi (Software)
Sahi Pro ist eine Software zur Testautomatisierung von Webanwendungen, mobilen  Anwendungen (nativ und hybrid) und Desktop-Anwendungssoftware. Sahi wurde von 2005 bis 2016 als Open-Source-Produkt mit speziellem Fokus auf Web-2.0-Technologien konzipiert, dass sich speziell an Tester richtet.
Seit 2016 gibt es Weiterentwicklungen nur noch als Sahi Pro (proprietäre Software). Die Open-Source-Version enthält ein Basis-Toolset, das für die meisten Testzwecke ausreicht (Aufzeichnung auf allen Browsern, Wiedergabe auf allen Browsern, HTML-Wiedergabeberichte, Wiedergabeberichte im JUnit-Stil, Suites und Batch-Lauf, parallele Wiedergabe von Tests), während die Pro-Version weitere Funktionen wie Testverteilung und Berichtanpassung enthält.
Sahi und Sahi Pro sind in Java und JavaScript geschrieben. Die Open-Source-Version (Sahi) unter der Apache-Lizenz 2.0) gibt es auf SourceForge seit Oktober 2005. Die letzte Version ist die 5.1 (5. Oktober 2016). Sahi Pro ist in der letzten Version von der Sahi Pro Website herunterladbar.

## Technik
Sahi läuft als Proxy und die Proxy-Einstellungen des Browsers werden so konfiguriert, dass sie auf den Sahi-Proxy verweisen. Sahi fügt dann JavaScript-Ereignishandler in Webseiten ein, die es ihm ermöglichen, Ereignisse im Browser aufzuzeichnen und wiederzugeben. Die Verwendung eines Proxys macht Sahi unabhängig vom verwendeten Browser.